# Estació d'Ausiàs March
L'Estació d'Ausiàs March és una estació de ferrocarril propietat dels Ferrocarrils de la Generalitat Valenciana (FGV) i operada per Metrovalència al terme municipal de Carlet, a la Ribera Alta. L'estació pertany a la línia 1 i a la zona tarifària C.
L'estació, que en realitat és un baixador, presta servei a l'Urbanització Ausiàs March de Carlet. El baixador s'inaugurà el 8 d'octubre de 1988. Com a baixador que és, els trens només s'aturen en ell si algun passatger demana la parada dins del tren o si algun altre espera a l'andana. La distribució del baixador és d'una andana amb una marquesina metàl·lica i una via que va en ambdós sentits. L'any 2012 un camió va trencar la catenària a l'altura del baixador i el trànsit quedà interromput per un temps.

## Ruta
| Procedència/Destinació | <       | Línia | >      | Procedència/Destinació |
| ---------------------- | ------- | ----- | ------ | ---------------------- |
| Bétera                 | Alginet |       | Carlet | Castelló               |